# Drimia fasciata
Drimia fasciata är en sparrisväxtart som först beskrevs av Rune Bertil Nordenstam, och fick sitt nu gällande namn av John Charles Manning och Peter Goldblatt. Drimia fasciata ingår i släktet Drimia och familjen sparrisväxter. Inga underarter finns listade i Catalogue of Life.